# Теорема ван Обеля про трикутник
Теорема ван Обеля про трикутник — класична теорема афінної геометрії.

## Формулювання

Випадок, коли всі три точки лежать на сторонах трикутника, а не на їх продовженнях.

Випадок, коли дві точки лежать на продовженнях сторін.

Якщо прямі {\displaystyle AP}, {\displaystyle BP}, {\displaystyle CP} перетинають відповідно прямі {\displaystyle BC}, {\displaystyle CA} і {\displaystyle AB}, що містять сторони трикутника {\displaystyle ABC}, відповідно в точках {\displaystyle A_{1}}, {\displaystyle B_{1}} і {\displaystyle C_{1}}, то виконується рівність відношень напрямлених відрізків:
{\displaystyle {\frac {AC_{1}}{C_{1}B}}+{\frac {AB_{1}}{B_{1}C}}={\frac {AP}{PA_{1}}}}.

### Зауваження
- Якщо відрізки співнапрямлені (однаково спрямовані), то верхні знаки напрямлених відрізків можна прибрати, і ми отримаємо скалярний варіант теореми ван Обеля:
{\displaystyle {\frac {AC_{1}}{C_{1}B}}+{\frac {AB_{1}}{B_{1}C}}={\frac {AP}{PA_{1}}}}.

## Про доведення
Зазвичай доводиться застосуванням методу центрів мас; доведення можна також побудувати на основі теореми Менелая.